# Gerhart von Schulze-Gaevernitz
Gerhart von Schulze-Gaevernitz (født 25. juli 1864 i Breslau, død 10. juli 1943 i Krainsdorf) var en tysk socialøkonom. Han var søn af Hermann von Schulze-Gävernitz og sønnesøn af Friedrich Gottlob Schulze.
von Schulze-Gaevernitz, der i 1886 blev Dr. jur. i Göttingen, i 1891 Dr. phil. i Leipzig, blev i 1893 professor i socialøkonomi i Freiburg i. B.. Stærkt 
påvirket af sin lærer Lujo Brentano genoptog og fortsatte von Schulze-Gaevernitz dennes studier over Englands sociale og økonomiske forhold i 19. århundrede. Han beskæftigede sig senere også med russiske forhold og med bankpolitik. 
Af von Schulze-Gaevernitz' værker kan nævnes: Zum sozialen Frieden. Darstellung der sozialpolitischen Erziehung des englischen Volkes im 19. Jahrhundert (2 bind, 1890; stærkt forkortet engelsk udgave, 1893), Der Groszbetrieb, Studie auf dem Gebiet der Baumwollindustrie (1892; senere i oversættelse til engelsk, fransk, italiensk, russisk og japansk), Volkswirtschaftliche Studien aus Russland (1899; russisk udgave 1900), Britischer Imperialismus und englischer Freihandel (1906), Marx oder Kant (1908), England und Deutschland (1909), Die deutsche Kreditbank (1913) og Freie Meere (1915).